# Heinz Lüder
Heinz Lüder (* 7. Juli 1926 in Altenburg) ist ein ehemaliger deutscher Politiker und Funktionär der DDR-Blockpartei National-Demokratische Partei Deutschlands (NDPD). 

## Leben
Heinz Lüder ist der Sohn eines Arbeiters. Nach dem Abitur am Gymnasium studierte er Chemie und wurde  1955 zum Dr. rer. nat. promoviert. Als Diplom-Chemiker wurde er Leiter des Forschungs- und Betriebslaboratoriums im VEB Teerverarbeitungswerke Rositz im Kreis Altenburg.

## Politik
Er trat der nach dem Zweiten Weltkrieg in der Sowjetischen Besatzungszone neugegründeten NDPD bei. Bei den Wahlen zur Volkskammer war Lüder Kandidat der Nationalen Front der DDR. Von 1963 bis 1981 war er Mitglied der NDPD-Fraktion in der Volkskammer der DDR.